# Opara
Opara (en cyrillique : Опара) est un village de Bosnie-Herzégovine. Il est situé dans la municipalité de Novi Travnik, dans le canton de Bosnie centrale et dans la fédération de Bosnie-et-Herzégovine. Selon les premiers résultats du recensement bosnien de 2013, il compte 221 habitants.

## Histoire
Sur le territoire du village se trouve une nécropole qui abrite 48 stećci, un type particulier de tombes médiévales ; cet ensemble est inscrit sur la liste des monuments nationaux de Bosnie-Herzégovine.

## Démographie

### Évolution historique de la population
| 1948 | 1953 | 1961 | 1971 | 1981 | 1991 | 2013 |
| ---- | ---- | ---- | ---- | ---- | ---- | ---- |
| -    | -    | 220  | 299  | 357  | 301  | 221  |

|  |

### Communauté locale
En 1991, la communauté locale d'Opara comptait 2 117 habitants, répartis de la manière suivante :